# San Andrés Cholula
San Andrés Cholula es una localidad del estado mexicano de Puebla. Es cabecera del municipio de San Andrés Cholula.

## Demografía
| Censo | Población |
| ----- | --------- |
| 1900  | 1 480     |
| 1910  | 1 528     |
| 1921  | 1 893     |
| 1930  | 1 941     |
| 1940  | 1 884     |
| 1950  | 2 596     |
| 1960  | 3 030     |
| 1970  | 4 001     |
| 1980  | 5 912     |
| 1990  | 18 259    |
| 1995  | 24 060    |
| 2000  | 29 251    |
| 2005  | 35 206    |
| 2010  | 39 964    |
| 2020  | 46 996    |

## Barrios
La localidad de San Andrés Cholula es la cabecera del Municipio de San Andrés Cholula. Está integrada por ocho barrios. Al ser ocho barrios los delimitados en San Andrés, son ocho los templos levantados, uno para cada barrio
- San Juan Aquiahuac
- San Miguel Xochimehuacan
- San Andresito
- Santa María Cuaco
- San Pedro Colomochco
- Santo Niño Macuila
- La Santísima
- Santiago Xicotenco